# 鳥取県道208号東福原樋口線
鳥取県道208号東福原樋口線（とっとりけんどう208ごう ひがしふくばらひぐちせん）は、鳥取県米子市を通る一般県道である。

## 概要
米子市東福原6丁目から米子市夜見町に至る。

### 路線データ
- 起点：鳥取県米子市東福原6丁目（西部免許センター入口交差点、鳥取県道207号皆生西原線交点）
- 終点：鳥取県米子市夜見町（鳥取県道220号弓ヶ浜停車場線終点、鳥取県道300号米子環状線支線上）
- 総延長：5.6 km

## 路線状況

### 重複区間
- 鳥取県道300号米子環状線支線（米子市夜見町）

### 道路施設

#### 橋梁
- 妻の神橋（加茂新川、米子市）
- 大水落橋（大水落川、米子市）

## 地理

### 通過する自治体
- 鳥取県
  - 米子市

### 交差する道路
| 交差する道路                                                            | 交差する場所 | 交差する場所                      |
| ----------------------------------------------------------------------- | ------------ | --------------------------------- |
| 鳥取県道207号皆生西原線                                                 | 東福原6丁目  | 西部免許センター入口交差点 / 起点 |
| 鳥取県道245号両三柳後藤停車場線                                         | 両三柳       | 卸団地南入口交差点                |
| 鳥取県道317号両三柳西福原線                                             | 両三柳       |                                   |
| 鳥取県道300号米子環状線 / 支線 重複区間起点                             | 夜見町       |                                   |
| 鳥取県道220号弓ヶ浜停車場線 鳥取県道300号米子環状線 / 支線 重複区間終点 | 夜見町       | 終点                              |

### 沿線
- 米子市立福米東小学校
- 西福原郵便局